# سیارک ۲۳۳۹۶۷
سیارک ۲۳۳۹۶۷ (به انگلیسی: 233967 Vierkant، نامگذاری:2010BN4)۲۳۳۹۶۷مین سیارک کشف شده‌است که در ۲۴ ژانویه ۲۰۱۰ کشف شد.